# Поместный собор Русской православной церкви (1971)
Поме́стный собо́р Ру́сской правосла́вной це́ркви 1971 года — третий в истории Русской православной церкви Поместный собор во втором патриаршем периоде (с 1917 года), который проходил c 30 мая по 2 июня 1971 года в Трапезном храме Троице-Сергиевой лавры.
Был проведён в связи с необходимостью избрания нового предстоятеля церкви после смерти патриарха Алексия I.
Новым патриархом был избран местоблюститель патриаршего престола митрополит Крутицкий и Коломенский Пимен (Извеков).
Другое важнейшее деяние собора — отмена «клятв» на старые обряды Большого Московского собора 1667 года.
Собор «единогласно одобрил» изменения в «Положении об управлении РПЦ», навязанные Архиерейскому Собору 1961 года Советом по делам РПЦ и Идеологическим отделом ЦК КПСС.
О деятельности собора в том же году был снят фильм «Поместный собор» (режиссёр Зоя Тулубьева, «ЦСДФ»). В фильме показаны встречи иерархов, заседание и деятельность собора, выступление председателя Совета по делам религий В. А. Куроедова. Отмена клятв на старые русские обряды. Избрание и посвящение в Патриархи. Речь Патриарха Пимена на торжественном приёме делегатов в банкетном зале гостиницы «Россия». Далее концерт в Большом зале Государственной консерватории. В фильме много говорится о системе управления Церкви. Также упоминается о международном мире, о политической деятельности Церкви. Присутствует много хроник Собора и кадров богослужений.

## Предыстория
17 апреля 1970 года скончался патриарх Алексий I.
12 июня Совет по делам религий СССР получил разрешение ЦК КПСС на открытие Собора, однако проводить Собор в год столетия со дня рождения Владимира Ленина власти не позволили.
25 июня 1970 года Священный синод Русской православной церкви принял решение о созыве Поместного собора для «замещения вдовствующего Московского Патриаршего Престола 30 мая 1971 года». Тогда же образована была комиссия по подготовке Поместного собора в составе 16 человек:
1. Митрополит Крутицкий и Коломенский Пимен (Извеков), председатель.
2. Митрополит Ленинградский и Новгородский Никодим (Ротов).
3. Митрополит Таллинский и Эстонский Алексий (Ридигер).
4. Митрополит Киевский и Галицкий, Экзарх Украины Филарет (Денисенко).
5. Митрополит Алма-Атинский и Казахстанский Иосиф (Чернов).
6. Архиепископ Иркутский и Читинский Вениамин (Новицкий).
7. Архиепископ Львовский и Тернопольский Николай (Юрик).
8. Архиепископ Минский и Белорусский Антоний (Мельников).
9. Епископ Тульский и Белёвский Ювеналий (Поярков).
10. Епископ Волоколамский Питирим (Нечаев).
11. Епископ Дмитровский Филарет (Вахромеев).
12. Епископ Астраханский и Енотаевский Михаил (Мудьюгин).
13. Профессор-протоиерей Михаил Сперанский.
14. Протоиерей Николай Никольский.
15. Профессор Николай Успенский.
16. Профессор Алексей Георгиевский.

## Участники
Собор был самым представительным из соборов послереволюционной поры: на нём присутствовали главы шести и представители пяти автокефальных, а также главы всех трёх автономных православных церквей, руководители многих межхристианских объединений: ВСЦ, ХМК, КЕЦ и других, представители инославных церквей.
Членами Собора были 234 человека, из них архиереев Русской Православной Церкви — 71, представителей православного духовенства — 84, верующих мирян — 78. Кроме того, на Соборе присутствовало 25 иностранных граждан, представлявших 124 зарубежных прихода Московского Патриархата.
Кроме того, на Собор прибыли гости — представители Православных автокефальных церквей, инославных церквей, экуменических организаций.

### Участвовавшие в соборе архиереи
1. архиепископ Алексий (Коноплёв)
2. архиепископ Алексий (ван дер Менсбрюгге)
3. митрополит Алексий (Ридигер)
4. архиепископ Алипий (Хотовицкий)
5. архиепископ Андрей (Сухенко)
6. митрополит Антоний (Блум)
7. епископ Антоний (Вакарик)
8. архиепископ Антоний (Мельников)
9. епископ Боголеп (Анцух)
10. епископ Борис (Скворцов)
11. епископ Варфоломей (Гондаровский)
12. архиепископ Василий (Кривошеин)
13. архиепископ Вениамин (Новицкий)
14. архиепископ Владимир (Котляров)
15. митрополит Владимир (Нагосский)
16. епископ Владимир (Сабодан)
17. епископ Гедеон (Докукин)
18. епископ Герман (Тимофеев)
19. епископ Гермоген (Орехов)
20. архиепископ Григорий (Закаляк)
21. архиепископ Дамиан (Марчук)
22. епископ Дионисий (Лукин)
23. епископ Донат (Щёголев)
24. архиепископ Иннокентий (Леоферов)
25. митрополит Иоанн (Вендланд)
26. архиепископ Иоанн (Разумов)
27. епископ Иоанн (Снычёв)
28. епископ Иоасаф (Овсянников)
29. архиепископ Иов (Кресович)
30. епископ Иона (Зырянов)
31. архиепископ Ионафан (Кополович)
32. архиепископ Иосиф (Савраш)
33. митрополит Иосиф (Чернов)
34. епископ Ириней (Зуземиль)
35. епископ Иувеналий (Поярков)
36. архиепископ Кассиан (Ярославский)
37. епископ Климент (Перестюк)
38. архиепископ Леонид (Поляков)
39. епископ Леонтий (Бондарь)
40. архиепископ Леонтий (Гудимов)
41. епископ Макарий (Свистун)
42. епископ Мелитон (Соловьёв)
43. епископ Мелхиседек (Лебедев)
44. епископ Мефодий (Мензак)
45. архиепископ Михаил (Воскресенский)
46. епископ Михаил (Мудьюгин)
47. архиепископ Михаил (Чуб)
48. архиепископ Мстислав (Волонсевич)
49. митрополит Никодим (Ротов)
50. архиепископ Никодим (Руснак)
51. епископ Николай (Кутепов)
52. епископ Николай (Саяма)
53. епископ Николай (Феодосьев)
54. архиепископ Николай (Юрик)
55. епископ Никон (Фомичёв)
56. архиепископ Павел (Голышев), Новосибирский и Барнаульский, не был допущен на собор[4][5].
57. архиепископ Палладий (Каминский)
58. митрополит Палладий (Шерстенников)
59. епископ Петр (Л’Юилье)
60. Патриарх Пимен (Извеков)
61. епископ Пимен (Хмелевский)
62. епископ Питирим (Нечаев)
63. епископ Платон (Лобанков)
64. архиепископ Серафим (Никитин)
65. архиепископ Сергий (Петров)
66. епископ Феодосий (Дикун)
67. архиепископ Феодосий (Погорский)
68. епископ Феодосий (Процюк)
69. епископ Феодосий (Нагасима)
70. епископ Филарет (Вахромеев)
71. митрополит Филарет (Денисенко)
72. архиепископ Флавиан (Дмитриюк)[6]

## Ход Собора
Участники заслушали и обсудили основной доклад Патриаршего Местоблюстителя митрополита Пимена (Извекова) «Жизнь и деятельность Русской Православной Церкви».
С пространным докладом «Об отмене клятв на старые обряды», посвящённым теме отношения к старым обрядам в Российской Церкви выступил митрополит Никодим (Ротов). Он также прочёл содоклад «Экуменическая деятельность Русской Православной Церкви», в котором в качестве особого достижения отмечалось решение Священного Синода от 19 декабря 1969 года, допускавшее преподание святых тайн римокатоликам.
Митрополит Алексий (Ридигер) прочёл доклад «О миротворческой деятельности Русской Православной Церкви».
Фактически содокладом было также выступление митрополита Филарета (Денисенко), содержавшее критический разбор униатства и «карловацкого раскола».
В докладах и выступлениях участников Собора положительно оценивалась поддержка Русской Православной Церковью социалистического общественного и государственного строя, внутренней и внешней политики Советского правительства. Было высказано удовлетворение существующим в СССР законодательством о религиозных культах, сложившимися отношениями между Церковью и государством, выражено твёрдое намерение епископата и духовенства и дальше развивать «добрые отношения с нашим государством».
Собор «единогласно одобрил» антиканоничные изменения в «Положении об управлении РПЦ», навязанные Архиерейскому Собору 1961 года по требованию Идеологического отдела ЦК КПСС Советом по делам религий.
Поместный собор выразил удовлетворённость ликвидацией Брестской и Ужгородской уний, предоставлением автокефалии американской православной церкви и автономии — японской, а также предписал церковному руководству принять «необходимые канонические санкции» к руководству Русской православной церкви Заграницей.
В Информационном отчете Совета по делам религий в ЦК КПСС за 1971 г. указывалось: «Другая, хотя и небольшая часть епископата, хотела бы избрать главой церкви такого деятеля, который по своим взглядам был бы близок к взглядам патриарха Тихона, известного своими антисоветскими высказываниями и анафемами; имели место и нелегальные вылазки экстремистов. Так, в начале 1971 г. появилось анонимное обращение к епископату и клиру с призывом „не избирать в качестве патриарха теперешних членов Священного Синода, продавшихся властям“, а выдвинуть на этот пост архиерея, способного противостоять государству, атеизму и укрепить церковь, возродить ее былые позиции. В качестве кандидатов на патриарший пост в анонимке выдвигались 24 архиерея, а первым среди них назывался архиепископ Ермоген».
Находившийся до конца своих дней под фактическим домашним арестом в белорусском Жировичском монастыре архиепископ Ермоген (Голубев) даже не был приглашён на Собор. Его сторонник архиепископ Новосибирский и Барнаульский Павел (Голышев) также не был допущен до участия в Соборе, так как в 1971 году во время работы предсоборной комиссии дважды обратился к её председателю митрополиту Крутицкому и Коломенскому Пимену с «Предложением», в котором высказал пожелание пересмотреть на предстоящем Поместном соборе решения Архиерейского собора 1961 года, в частности раздел «О приходах», внеся в него изменения, расширяющие права духовенства в приходских делах. За два часа до вылета в Москву произошла неудачная попытка покушения на архиепископа Павла (Голышева), в результате отравления он не смог участвовать в работе собора и его предложения рассмотрены не были.
2 июня, в заключительный день собора, состоялись выборы нового Патриарха Московского и всея Руси − на безальтернативной основе, открытым голосованием.
В своем «Послании христианам всего мира» новоизбранный Патриарх призывает к миру и клеймит силы, угрожающие миру на земле («стремящийся к господству над миром империализм»), заверяет о полной симпатии Собора к жертвам колониализма и расизма (Вьетнам, Лаос, Камбоджа, народы Африки и Латинской Америки).
Через год Совет по делам религий направил Информационный отчёт в ЦК КПСС: «Пришлось использовать возможности Совета и уполномоченных для того, чтобы все архиереи письменно поддержали кандидатуру Пимена на патриарший пост. В результате очень тактичного воздействия все архиереи (за исключением иностранцев) дали письменные и частично устные заверения, что они будут голосовать за Пимена».
После выборов Патриарха духовник протоиерея Всеволода Шпиллера старец иеромонах Павел (Груздев) писал ему: «Наша Патриархия — канцелярия Куроедова, не больше. Куроедов расправляется с духовенством как ему угодно. Патриарх всё подписывает, никакого сопротивления».
По словам доктора исторических наук А. Н. Марченко, известно, что все Поместные и Архиерейские Соборы советской эпохи, проходившие в период с 1943 по 1988 гг., вели свою работу под строгим контролем государственного органа — Совета по делам Русской православной церкви (с 1965 г. Совета по делам религий) при СМ СССР и, в сущности, не предусматривали свободного выражения мнений и волеизъявления их участников. Все решения этих Соборов были заранее проработаны и согласованы с гражданской властью.